# جين ميرو

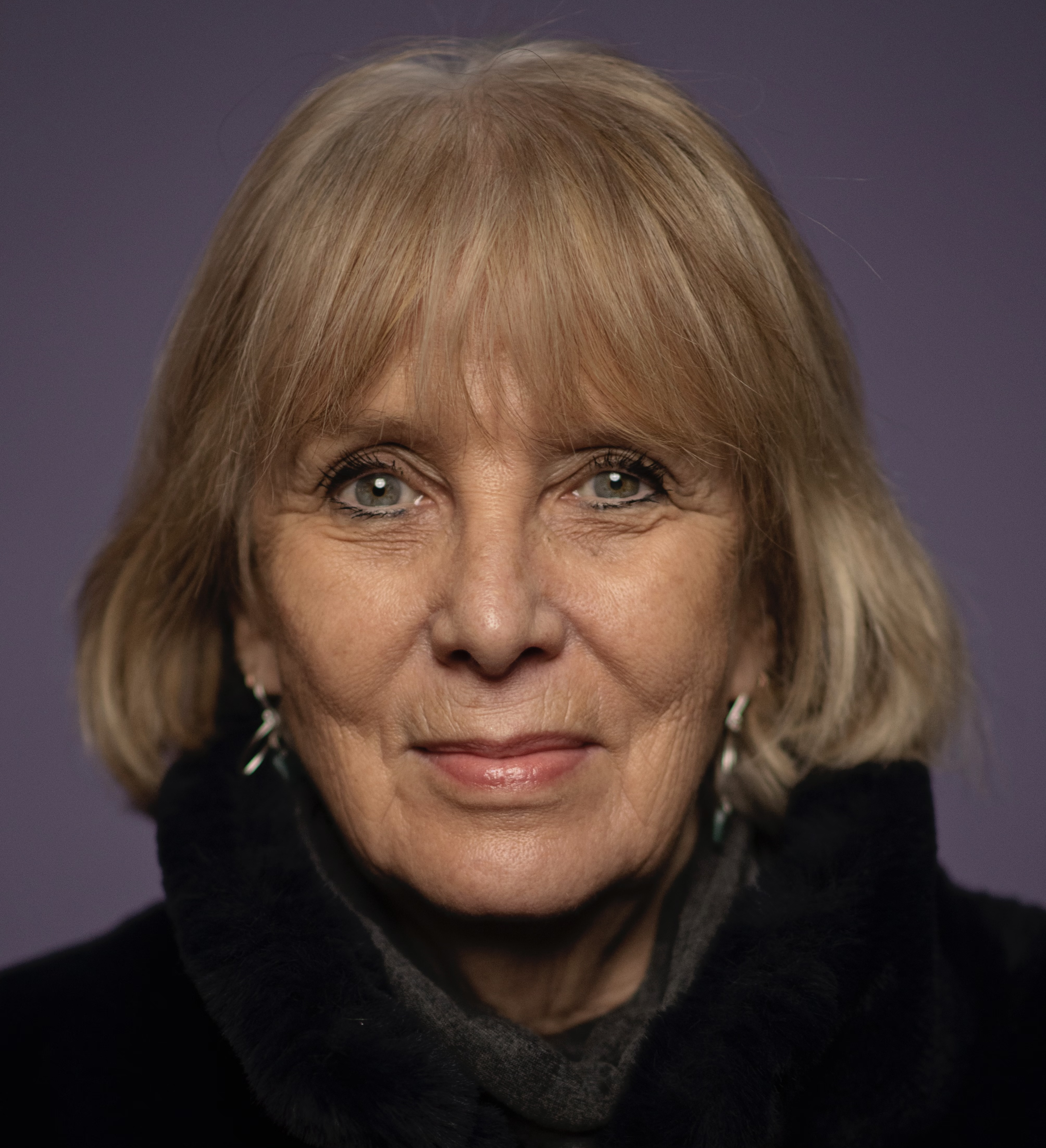
صورة لجين ميرو 2020 التقطها كاري جود في أيداهو

جين ميرو (بالإنجليزية: Jane Merrow) هي ممثلة بريطانية، ولدت في 26 أغسطس 1941 بهارتفوردشير في المملكة المتحدة.

## وصلات خارجية
- جين ميرو على موقع IMDb (الإنجليزية)
- جين ميرو على موقع قاعدة بيانات الفيلم (الإنجليزية)